# 大正三美人
大正三美人（日语：／ Taishō sanbijin */?）是指日本大正的三位美女：
- 九條武子（日语：九条武子）（1887年—1928年）

原名大谷武子。1887年、出生於京都西本願寺大谷光尊家。1909年、與男爵九條良致結婚。才色兼備的詩人。
- 柳原白莲（柳原 白蓮，1885年—1967年）

華族 (日本)出身的詩人，和當時的日本皇室有親戚關係，父親受封伯爵。以美貌及多舛的命運著稱，兩度結婚離婚，並因被控通姦而被褫除貴族身份，成為當時轟動一時的新聞。
- 江木欣欣（日语：江木欣々）（1877年—1930年）

原名關榮子，號欣欣，新桥藝妓，與法律学者江木衷結婚，在社交界相當著名。
除了以上三人，也有將林金子列為大正三美人的說法：
- 林金子（日语：林きむ子）（1884年—1967年）

舞踏家、作家、社會運動家、企業家。

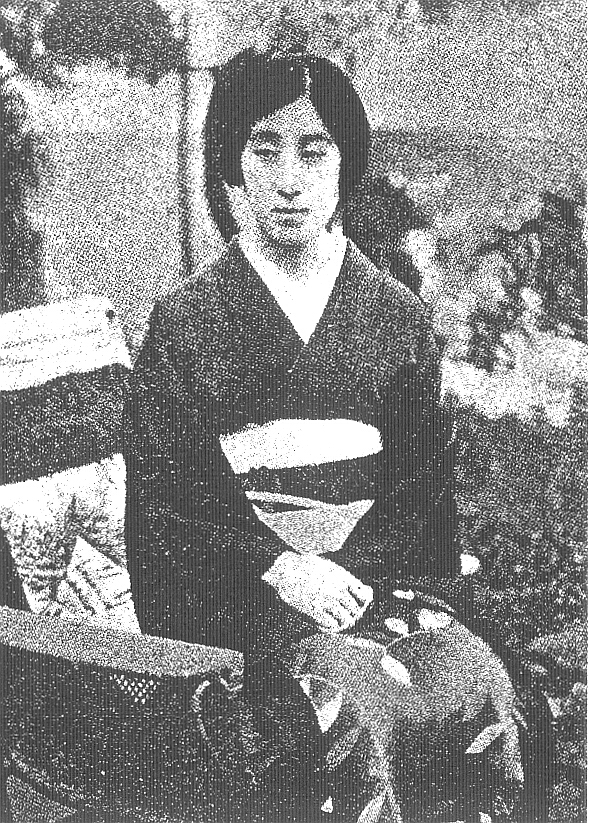
九条武子
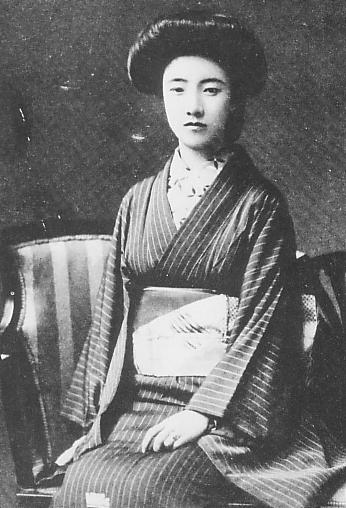
柳原白蓮